# Басара (Раковица)
Басара је насељено место у општини Раковица, на Кордуну, Карловачка жупанија, Република Хрватска.

## Географија
Басара се налази око 11 км североисточно од Раковице.

## Историја
Басара се од распада Југославије до августа 1995. године налазила у Републици Српској Крајини. До територијалне реорганизације у Хрватској налазила се у саставу бивше велике општине Слуњ.

## Становништво
Према попису становништва из 2011. године, насеље Басара је имало 3 становника.

### Број становника по пописима
| Националност   | 2001. | 1991. | 1981. | 1971. | 1961. | 1953. | 1948. | 1931. | 1921. | 1910. | 1900. | 1890. | 1880. | 1869. | 1857. |
| бр. становника | 0     | %     | %     | 91    | 211   | 183   | 102   | 208   | 226   | 259   | 231   | 186   | %     | %     | %     |

Напомена: У 2001. настало издвајањем из насеља Кордунски Љесковац. Исказује се као део насеља од 1880. У 1880. подаци су садржани у насељу Нова Кршља, а у 1981. и 1991. у насељу Кордунски Љесковац. У 2001. без становника.

### Национални састав
| Националност       | 2001. |
| Хрвати             | 0     |
| Срби               | 0     |
| Југословени        | 0     |
| остали и непознато | 0     |
| Укупно             | 0     |

- за остале пописе видети под: Кордунски Љесковац.